# Бектешова къща
Бектешова къща (на македонска литературна норма: Куќа на Бектешовци) е жилищна сграда в град Прилеп, Северна Македония, обявена за паметник на културата.
Къщата е разположена в самия център на града, до Основно училище „Кочо Рацин“. Изградена е в 1923 година срещу 2000 наполеона от Ило Дарков и неговата тайфа за богатия прилепски търговец Петър Т. Бектеш, току-що върнал се от печалба от Америка. Комунистичеката власт национализира къщата, която след разпада на Югославия е върната на семейство Бектеш.
Представлява великолепна, двуетажна сграда с фасада в неокласически стил. Има голям брой стаи, голям салон с високи 3,5 m тавани. На главния вход има антични колони и мраморни широки стълби, а дворът е ограден с желязна кована ограда, изработена от прилепски майстори. В 2013 година къщата е реставрирана за три милиона денара от министерството на културата на Република Македония.